# Gouvernement Laniel I
Pour les articles homonymes, voir Gouvernement Joseph Laniel.
Quatrième République
Gouvernement René Mayer Gouvernement Joseph Laniel II
Le premier gouvernement Joseph Laniel a été le gouvernement de la France du 28 juin 1953 au 16 janvier 1954.
Son gouvernement obtient la confiance de l'Assemblée nationale par 386 voix contre 211.

## Chronologie

### 1953
- 21 mai : Chute du gouvernement René Mayer.
- 23 mai : Le Président Vincent Auriol propose au gaulliste André Diethelm de former un gouvernement, il refuse.
- 26 mai : Les parlementaires gaullistes fondent l'Union des républicains d'action sociale (URAS).
- 4 juin : Investiture manquée de Pierre Mendès France[1].
- 28 juin : Début du gouvernement Joseph Laniel après 36 jours de crise gouvernementale. Des élus du RPF font pour la première fois leur entrée au gouvernement.
- 22 juillet : Création à Saint-Céré du mouvement de Pierre Poujade.
- En août, grève générale des employés des services publics et parapublics, à la suite de l'annonce par le gouvernement modéré de Joseph Laniel, d'un plan d'économies dans la fonction publique et les entreprises nationalisées et du recul de l'âge de la retraite. Près de quatre millions de grévistes pendant un mois.
- 23 septembre : Au congrès du parti radical, Pierre Mendès France estime que : « Les grèves récentes n'étaient pas des grèves politiques ni exactement des grèves professionnelles. Certains grévistes étaient incapables de définir avec précision leurs revendications. C'étaient les grèves de la tristesse, du désespoir, du découragement. »
- 11 octobre : Les agriculteurs barrent les routes de France.
- 23 décembre : Aux élections présidentielles, René Coty est élu au suffrage indirect au 13e tour de scrutin par 477 voix contre 329 à son adversaire Marcel-Edmond Naegelen. René Coty sera le dernier Président de la IVe République, et succède à Vincent Auriol.

### 1954
- 16 janvier :
  - Début de la présidence de René Coty, (fin au 8 janvier 1959).
  - Fin du premier gouvernement Joseph Laniel.
  - Début du second gouvernement Joseph Laniel.

## Composition

### Président du Conseil
| Image | Fonction             |  | Nom           | Parti |
| ----- | -------------------- |  | ------------- | ----- |
|       | Président du Conseil |  | Joseph Laniel | CNIP  |

### Vice-président du Conseil
| Image | Fonction                  |  | Nom                  | Parti |
| ----- | ------------------------- |  | -------------------- | ----- |
|       | Vice-président du Conseil |  | Paul Reynaud         | CNIP  |
|       | Vice-président du Conseil |  | Henri Queuille       | RAD   |
|       | Vice-président du Conseil |  | Pierre-Henri Teitgen | MRP   |

### Ministres d'État
| Image | Fonction                                                |  | Nom                         | Parti |
| ----- | ------------------------------------------------------- |  | --------------------------- | ----- |
|       | Ministre d'État, chargé de la Réforme constitutionnelle |  | Edmond Barrachin            | CNIP  |
|       | Ministre d'État, chargé du Conseil de l'Europe          |  | François Mitterrand         | UDSR  |
|       | Ministre d'État                                         |  | Édouard Corniglion-Molinier | RPF   |

### Ministres
| Image | Fonction                                                    |  | Nom                   | Parti |
| ----- | ----------------------------------------------------------- |  | --------------------- | ----- |
|       | Ministre de la Justice                                      |  | Paul Ribeyre          | CNIP  |
|       | Ministres des Affaires étrangères                           |  | Georges Bidault       | MRP   |
|       | Ministre de l'Intérieur                                     |  | Léon Martinaud-Déplat | RAD   |
|       | Ministre de la Défense nationale                            |  | René Pleven           | UDSR  |
|       | Ministre des Finances et des Affaires économiques           |  | Edgar Faure           | RAD   |
|       | Ministre de l'Éducation nationale                           |  | André Marie           | RAD   |
|       | Ministre des Travaux publics, des Transports et du Tourisme |  | Jacques Chastellain   | CNIP  |
|       | Ministre de l'Industrie et du Commerce                      |  | Jean-Marie Louvel     | MRP   |
|       | Ministre de l'Agriculture                                   |  | Roger Houdet          | CNIP  |
|       | Ministre de la France d'outre-mer                           |  | Louis Jacquinot       | CNIP  |
|       | Ministre du Travail et de la Sécurité sociale               |  | Paul Bacon            | MRP   |
|       | Ministre de la Reconstruction et du Logement                |  | Maurice Lemaire       | RPF   |
|       | Ministre des Anciens combattants et Victimes de guerre      |  | André Mutter          | CNIP  |
|       | Ministre de la Santé publique et de la Population           |  | Paul Coste-Floret     | MRP   |
|       | Ministre des PTT                                            |  | Pierre Ferri          | CNIP  |

### Secrétaires d'État
| Image | Fonction                                                |  | Nom                                             | Parti |
| ----- | ------------------------------------------------------- |  | ----------------------------------------------- | ----- |
|       | Secrétaire d'État à la Présidence du Conseil            |  | Pierre July (à partir du 2 juillet 1953)        | CNIP  |
|       | Secrétaire d'État à la Présidence du Conseil            |  | André Bougenot (à partir du 13 août 1953)       | DIV   |
|       | Secrétaire d'État à l'Information                       |  | Émile Hugues (à partir du 2 juillet 1953)       | RAD   |
|       | Secrétaire d'État aux Relations avec les États associés |  | Marc Jacquet (à partir du 2 juillet 1953)       | RPF   |
|       | Secrétaire d'État aux Affaires étrangères               |  | Maurice Schumann (à partir du 2 juillet 1953)   | MRP   |
|       | Secrétaire d'État à l'Intérieur                         |  | Édouard Thibault (à partir du 2 juillet 1953)   | MRP   |
|       | Secrétaire d'État à la Guerre                           |  | Pierre de Chevigné (à partir du 2 juillet 1953) | MRP   |
|       | Secrétaire d'État à la Marine                           |  | Jacques Gavini (à partir du 2 juillet 1953)     | CNIP  |
|       | Secrétaire d'État aux Forces armées et à l'Air          |  | Louis Christiaens (à partir du 2 juillet 1953)  | CNIP  |
|       | Secrétaire d'État au Budget                             |  | Henri Ulver (à partir du 2 juillet 1953)        | RPF   |
|       | Secrétaire d'État aux Affaires économiques              |  | Bernard Lafay (à partir du 2 juillet 1953)      | RAD   |
|       | Secrétaire d'État aux Beaux-arts                        |  | André Cornu (à partir 2 juillet 1953)           | RAD   |
|       | Secrétaire d'État à l'Aviation civile                   |  | Paul Devinat (à partir 2 juillet 1953)          | RAD   |
|       | Secrétaire d'État à la Marine marchande                 |  | Jules Ramarony (à partir du 2 juillet 1953)     | CNIP  |
|       | Secrétaire d'État au Commerce                           |  | Raymond Boisdé (à partir du 2 juillet 1953)     | CNIP  |
|       | Secrétaire d'État à l'Agriculture                       |  | Philippe Olmi (à partir du 2 juillet 1953)      | CNIP  |
|       | Secrétaire d'État à la France d'outre-mer               |  | François Schleiter (à partir du 2 juillet 1953) | CNIP  |